# Exocentrus rondoni
Exocentrus rondoni là một loài bọ cánh cứng trong họ Cerambycidae.